# Nissan (rivier)

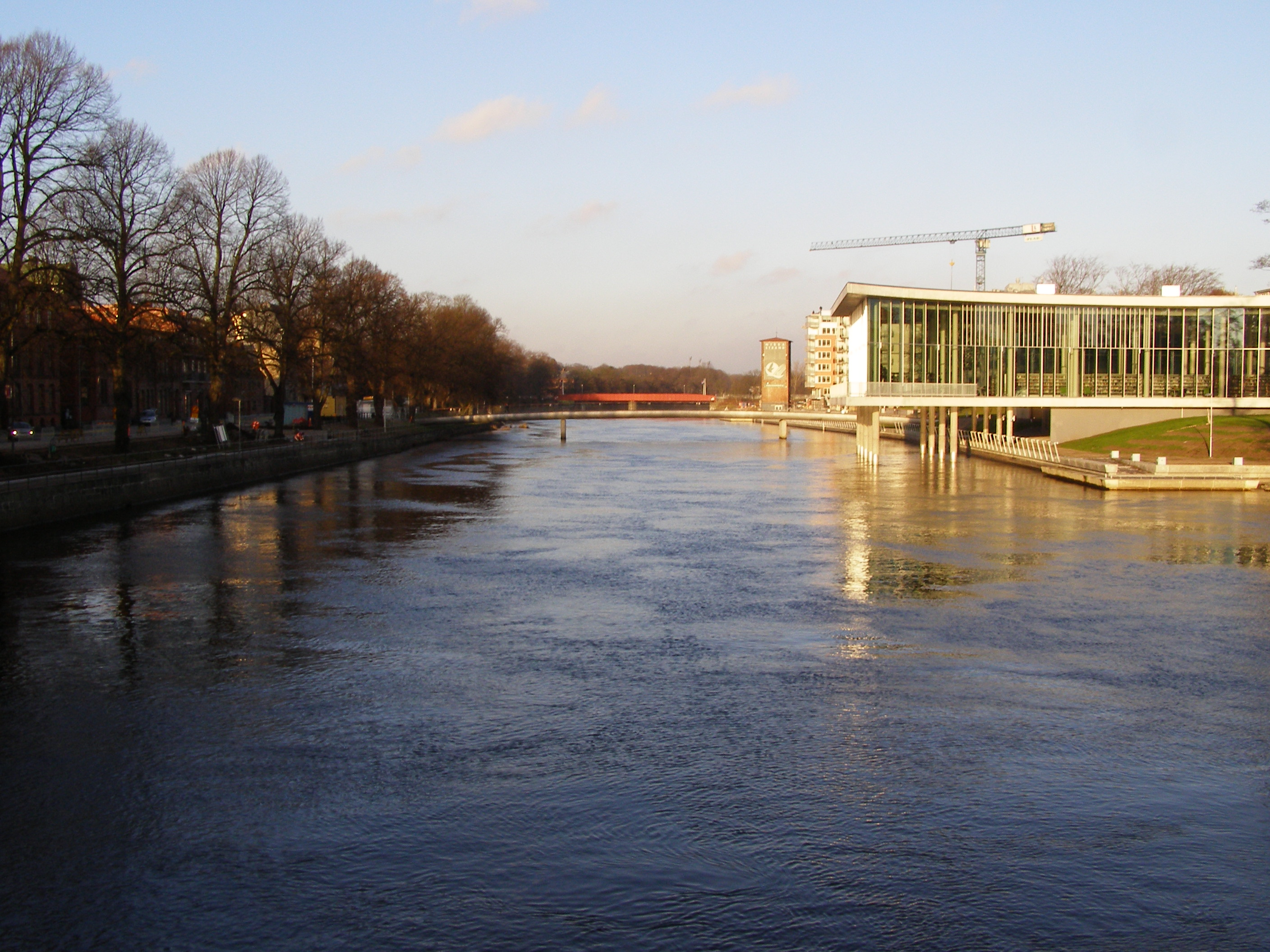
Nissan in Halmstad.

De Nissan is een van de langste rivieren in het zuiden van Zweden.
De rivier begint nabij Taberg (op 300 meter hoogte), stroomt dan door Småland en Halland, en stroomt dan in het Kattegat nabij Halmstad. Deze stad is rond de rivier gebouwd. De rivier is ongeveer 200 kilometer lang.
In de Nissan wordt vooral op zalm gevist.
- Virtual International Authority File: 239632451